# 土佐くろしお鉄道宿毛線
宿毛線（すくもせん）は、高知県宿毛市の宿毛駅から同県四万十市の中村駅に至る土佐くろしお鉄道の鉄道路線。中村線とともに「四万十くろしおライン」（しまんとくろしおライン）という愛称が付けられている。

## 概要
鉄道敷設法（大正11年法律第37号）別表第103号「愛媛県八幡浜ヨリ卯之町、宮野下、宇和島ヲ経テ高知県中村ニ至ル鉄道及宮野下ヨリ分岐シテ高知県中村ニ至ル鉄道」のうち、前段の「…宇和島ヲ経テ高知県中村ニ至ル鉄道」の一部であり、日本鉄道建設公団建設線（宿毛線）を引き継ぐ形で開業した。そのため起点は中村線と接続する中村駅ではなく、宿毛駅である。
駅ナンバリングの路線記号はTKで、番号部分に限り四国旅客鉄道（JR四国）土讃線、土佐くろしお鉄道中村線との連番（高知駅を00とみなす）となっている。
トンネルと高架線が主体で、宿毛線内の踏切は国見駅の宿毛寄りに2か所あるのみである。

## 路線データ
- 管轄（事業種別）：土佐くろしお鉄道（第一種鉄道事業者）
- 建設主体：日本鉄道建設公団（現 独立行政法人 鉄道建設・運輸施設整備支援機構）
- 路線距離（営業キロ）：23.6 km
- 軌間：1,067 mm（狭軌）
- 駅数：8駅（起終点駅含む）
- 複線区間：なし（全線単線）
- 電化区間：なし（全線非電化）
- 閉塞方式：単線自動閉塞式
  - CTC、PRC[注釈 2]
- 交換可能駅：1（有岡）
- 最高速度：120 km/h[1]
- 最小曲線半径：350 m
- 最急勾配：25 ‰

## 運行形態
正式な起点は宿毛駅だが、列車運行上は中村駅から宿毛駅へ向かう列車が下り、逆方向が上りとなっている。

### 優等列車
2024年3月16日現在、高知駅発着の特急「あしずり」1往復と、高松駅行きの特急「しまんと」上り1本の計1.5往復が中村線から直通している。車両使用料相殺のため、土佐くろしお鉄道もJR四国と同形の特急用車両（2700系気動車）を2両保有している。
2012年3月16日までは高松駅からの特急「しまんと」が中村線から直通していたが、翌17日のダイヤ改正において「しまんと」が高知駅発着に統一されたことにより、高知駅以西の運用を「あしずり」に置き換える形で宿毛線内での運用を終了した。なお、このダイヤ改正以降、高知駅では「しまんと」と「あしずり」が同一ホームでの対面乗り換えとされたため、一定の利便性を保っている。
2007年3月18日のダイヤ改正時に行われた特急列車の運転区間見直しで、改正前に宿毛線に入っていた「南風」4往復、「しまんと」1往復のうち、「南風」下り2本・上り3本、「しまんと」下り1本が中村までの運転となり、宿毛線に入るのは「南風」下り2本・上り1本、「しまんと」上り1本となった。2010年3月13日のダイヤ改正で「南風」1往復が宿毛駅発着となり、宿毛線直通は「南風」下り3本・上り2本、「しまんと」上り1本となった。2012年3月17日のダイヤ改正以降は「南風」2往復、「あしずり」上り1本・下り2本（下り1本は臨時）、2014年3月15日のダイヤ改正では「南風」1往復、「あしずり」上り1本のみとなった。
2019年3月16日改正ダイヤで、宿毛線直通列車は下りが高知発「あしずり」9号（中村18:47発→宿毛19:04着）の1本、上りが高知行き「あしずり」4号（宿毛9:05発→中村9:22着）と高松行き「しまんと」10号（宿毛19:16発→中村19:33着）の2本となった。岡山駅 - 宿毛駅間直通の「南風」はなくなり、以後は「しまんと10号」が、宿毛駅から高知駅以東に直通する唯一の列車となっていた。
2022年3月12日改正ダイヤで「しまんと10号」が「あしずり18号」に置き換えられたことにより、宿毛駅から高松駅までの直通列車が一旦消滅したが、2024年3月16日改正ダイヤで「あしずり18号」が「しまんと8号」に統合され2年振りに宿毛駅から高松駅までの直通列車が復活した。

### 普通列車
ワンマン運転の普通列車が1 - 2時間に1本程度運行されており、中村駅始発・終着の特急列車と接続している。
中村駅 - 宿毛駅間の線内列車のほか、中村線直通の窪川駅 - 宿毛駅間の列車が朝と夕方にある。

## 歴史
四国における鉄道建設は遅れていたが、1900年（明治33年）に愛媛県北宇和郡の有志によって四国循環鉄道建設促進運動が起こされ、この際に初めて宿毛が鉄道の経路として挙げられた。この運動の影響もあって、1922年（大正11年）4月の改正鉄道敷設法別表第103号に予定線として掲載されることになった。1945年（昭和20年）には予讃本線（現在の予讃線）が、1951年（昭和26年）には土讃本線（現在の土讃線）が全通するが、その後の建設をめぐって争いが展開されることになった。私鉄の宇和島鉄道が建設した路線は国鉄が買収して宇和島線（現在の予土線）となり、1953年（昭和28年）に江川崎まで完成していた。これをそのまま窪川まで延長して四国循環鉄道を完成させる「窪江線」の構想と、中村・宿毛を経て海岸沿いに宇和島までを結ぶ構想が対立した。しかし最終的には両者とも建設する方針となり、1970年（昭和45年）に中村線（後の土佐くろしお鉄道中村線）が、1974年（昭和49年）に予土線が全通した。
宿毛線は四国循環鉄道の海岸周りの路線の一環として計画されたもので、宇和島 - 中村間が1962年（昭和37年）3月29日に調査線、1964年（昭和39年）6月25日に工事線となった。発足したばかりの日本鉄道建設公団（鉄道公団）に対して、9月28日に松浦周太郎運輸大臣が宿毛 - 中村間について基本計画の指示を行った。1972年（昭和47年）に工事実施計画の認可が行われ、着工は1974年（昭和49年）2月1日となった。当初の仮称駅名は宿毛、平田、有岡、東中筋（国見）、中村で、後に請願駅として東宿毛、工業団地、具同の3駅が追加された。
当初、平田駅付近から有岡駅付近までは、実際に建設された路線よりも1kmほど北側を経由することが予定されていた。国道56号と2回交差し、東中学校と宿毛工業高校の間を通過する計画であった。しかし中筋川の影響で軟弱地盤となっている地帯を通過することから、1978年（昭和53年）に計画変更された。これと同時期に有岡駅は周辺の開発計画に合わせて起点側（宿毛側）へ120m移動された。しかしこれに関して軽微な変更として工事実施計画の添付書類の変更として運輸省に報告したところ、工事実施計画の変更として認可を得る必要があるとされ、最終的にはこの変更は1987年（昭和62年）の土佐くろしお鉄道による工事実施計画認可によって承認されることになった。この経路変更により約300 m路線長が短縮された。
しかし、日本国有鉄道（国鉄）の経営悪化が進んだことから、1980年（昭和55年）12月27日に日本国有鉄道経営再建促進特別措置法（国鉄再建法）が施行された。この法律では建設中の地方鉄道新線について、予想輸送密度が4,000人/日を下回るものについて建設凍結を定めており、これに該当した宿毛線は1981年（昭和56年）10月に工事凍結となった。この時点で宿毛線の工事は用地の46%、路盤の29%まで進捗していた。
国鉄再建法では建設中の地方鉄道新線の第三セクター方式での引き受けが可能であると定めており、1986年（昭和61年）2月8日に地元首長らが宿毛線と阿佐線（ごめん・なはり線）を統一した第三セクターで引き受けることで合意した。同年4月7日に中村線が第三次特定地方交通線に選定され、これの引き受けも行うことで合意されて、5月8日に土佐くろしお鉄道株式会社が発足した。1987年（昭和62年）に宿毛線の鉄道事業免許が交付され、3月12日に工事が再開された。この際の工事施行計画により、宇和島起点54k000mから78k134mまでの工事であったものが、宿毛起点に変更されることになった。
建設再開当初は最高速度100km/hで計画されていた。しかし高速道路の建設が進展して、高速バスとの競争が見込まれることから、JR四国が振り子式の2000系を導入して高速化を図っていたことに合わせて高速化事業を行うことになった。もとより直線主体の線形であったこともあり、緩和曲線の延長や分岐器の改良など小規模なもので済み、計画で2億円、実績で1億8500万円の高速化事業で120 km/h対応とされた。
1997年（平成9年）10月1日に開業を迎えた。

### 年表
- 1962年（昭和37年）3月29日：宿毛線が調査線となる。
- 1964年（昭和39年）
  - 6月25日：宿毛線が工事線に昇格する。
  - 9月28日：松浦周太郎運輸大臣が鉄道公団に対して宿毛 - 中村間の基本計画指示。
- 1970年（昭和45年）10月1日：国鉄中村線が全通。
- 1972年（昭和47年）
  - 10月23日：宿毛 - 中村間工事実施計画認可申請。
  - 10月24日：工事実施計画認可[4]。
- 1974年（昭和49年）2月1日：宿毛線宿毛 - 中村間着工[4]。
- 1978年（昭和53年）2月14日：平田 - 有岡間の経路変更について運輸省に報告するも、認可事項であると指摘を受ける。
- 1980年（昭和55年）12月27日：国鉄再建法施行。
- 1981年（昭和56年）10月：工事凍結[4]。
- 1986年（昭和61年）5月8日：土佐くろしお鉄道株式会社発足[4]。
- 1987年（昭和62年）
  - 2月5日：前年12月18日に申請していた宿毛線の地方鉄道業免許が認可[4]。
  - 2月12日：宿毛線工事施行認可[4]。
  - 3月12日：宿毛線工事再開[4]。
- 1995年（平成7年）
  - 7月28日：高速化事業に伴う工事計画変更申請書提出。
  - 9月26日：工事計画変更認可。
- 1997年（平成9年）10月1日：宿毛線宿毛 - 中村間(23.6km)開業[4][13][注釈 5]。中村線乗り入れの特急列車8往復のうち6往復が宿毛駅までの運転となる。中村のCTCセンタからCTC・PRCによる制御を開始[5]。
- 1999年（平成11年）3月3日：宿毛線乗り入れの特急列車が下り5本、上り6本になる。
- 2000年（平成12年）11月1日：運賃改定に伴い、通学定期旅客運賃および特別企画乗車券の割引率を引き下げ[4]。
- 2003年（平成15年）10月1日：宿毛線乗り入れの特急列車が5往復になる。
- 2005年（平成17年）
  - 3月2日：宿毛駅構内で岡山発宿毛行き特急「南風17号」が駅舎に衝突し、運転士1人が死亡、車掌1人・乗客10人が負傷する事故が発生（詳細は土佐くろしお鉄道宿毛駅衝突事故参照）[14][4]。中村 - 宿毛間が全列車運休となり、バスによる代行輸送を実施。
  - 4月7日：東宿毛 - 中村間で普通列車のみ営業運転再開。宿毛 - 東宿毛間はバスによる代行輸送を実施。
宿毛駅構内の線路が使用可能になり、列車は宿毛 - 中村間で運転再開したが、宿毛駅の改札が未だ使用不能なため、宿毛 - 東宿毛間は回送扱いで運転。
  - 6月13日：東宿毛 - 中村間で特急列車営業運転再開。宿毛 - 東宿毛間は回送、東宿毛駅は臨時停車扱い。
  - 11月1日：宿毛駅営業再開。宿毛線全線営業運転再開[4]。
- 2006年（平成18年）
  - 3月1日：全駅で駅番号表示を開始。
  - 3月18日：運行本数を19往復から15往復に削減。
- 2007年（平成19年）3月18日：宿毛線乗り入れの特急列車が2往復になる。
- 2008年（平成20年）3月15日：夜間の列車時刻を15 - 20分ほど変更。
- 2010年（平成22年）3月13日：宿毛線乗り入れの特急列車が3往復になる。
- 2012年（平成24年）3月17日：宿毛線乗り入れの特急列車が下り4本、上り3本となる。ただし、下り1本は毎日運転の臨時列車として運転。
- 2014年（平成26年）3月15日：宿毛線乗り入れの特急列車が下り1本、上り2本となる。夜間に宿毛線区間で普通列車を1往復増発し最終列車繰り下げ。
- 2015年（平成27年）9月26日：この日中村駅で開催された中村駅まつりにて投票により中村線とともに愛称が「四万十くろしおライン」に決定[2]。

## 駅一覧
- 全駅高知県に所在。
- 駅番号順（下り方向）に記述。正式な起点は宿毛駅。
- 停車駅
  - 普通…全駅に停車する
  - 特急…「しまんと (列車)」「あしずり (列車)」参照
- 線路（全線単線） … ◇・∧：列車交換可、｜：列車交換不可

| 駅番号 | 駅名       | 営業キロ | 営業キロ | 接続路線                     | 線路 | 所在地   |
| 駅番号 | 駅名       | 駅間     | 累計     | 接続路線                     | 線路 | 所在地   |
| ------ | ---------- | -------- | -------- | ---------------------------- | ---- | -------- |
| TK40   | 中村駅     | -        | 0.0      | 土佐くろしお鉄道：●TK 中村線 | ◇    | 四万十市 |
| TK41   | 具同駅     | 3.2      | 3.2      |                              | ｜   | 四万十市 |
| TK42   | 国見駅     | 3.0      | 6.2      |                              | ｜   | 四万十市 |
| TK43   | 有岡駅     | 5.4      | 11.6     |                              | ◇    | 四万十市 |
| TK44   | 工業団地駅 | 3.1      | 14.7     |                              | ｜   | 宿毛市   |
| TK45   | 平田駅     | 0.6      | 15.3     |                              | ｜   | 宿毛市   |
| TK46   | 東宿毛駅   | 6.9      | 22.2     |                              | ｜   | 宿毛市   |
| TK47   | 宿毛駅     | 1.4      | 23.6     |                              | ∧    | 宿毛市   |